# تيت سوك
تيت سوك (بالإستونية: Tiit Sokk) مواليد 15 نوفمبر 1964 في تارتو، هو مدرب كرة سلة إستوني ولاعب معتزل. بدأ مسيرته الاحترافية في سنة 1979. يدرب فريق إستونيا. يبلغ طوله 6 قدم 3 بوصة (1.9 م). مثّل منتخب بلاده. شارك في دورة الألعاب الأولمبية الصيفية سنة 1988. اعتزل اللعب في 1998.

## المسيرة الاحترافية
لعب مع نادي كاليف لكرة السلة من سنة 1979 إلى 1984، ثم لعب مع نادي دينامو موسكو لكرة السلة من سنة 1984 إلى 1986، ثم لعب مع نادي باناثينايكوس لكرة السلة من سنة 1992 إلى 1996، ثم لعب مع نادي أريس لكرة السلة في موسم 1997–1998.

## الميداليات
| الميدالية | المسابقة                         |
| --------- | -------------------------------- |
| ذهبية     | الألعاب الأولمبية الصيفية 1988   |
| فضية      | بطولة كأس العالم لكرة السلة 1986 |
| فضية      | بطولة كأس العالم لكرة السلة 1990 |
| برونزية   | بطولة أمم أوروبا لكرة السلة 1989 |

## روابط خارجية
- تيت سوك على موقع الاتحاد الدولي لكرة السلة (الإنجليزية)
- تيت سوك على موقع ريلجم (الإنجليزية)
- تيت سوك على موقع بروبوليرز (الإنجليزية)
- تيت سوك على موقع سبورتس رفرنس (الإنجليزية)
- تيت سوك على موقع اللجنة الأولمبية الدولية (الإنجليزية)
- تيت سوك على موقع أوليمبيديا (الإنجليزية)